# Station Sens
Station Sens is een spoorwegstation in de Franse stad Sens.